# Elecciones provinciales de Argentina de 2013
Las elecciones provinciales de Argentina de 2013 tuvieron lugar en 5 fechas entre el 30 de junio y el 1 de diciembre, en 13 de los 24 distritos del país. Los comicios tenían como objetivo renovar la mitad de las legislaturas provinciales y elegir gobernador en Corrientes y Santiago del Estero. Se realizaron en simultáneo con las elecciones legislativas de medio término a nivel nacional, excepto en las provincias de Misiones, Corrientes y Salta.
La cantidad de cargos a renovar varió por provincia. Algunas contaban con legislativos bicamerales, por lo que se debía elegir diputados y senadores provinciales, y otros con legislaturas unicamerales. Chubut, Córdoba, Entre Ríos, La Pampa, Neuquén, Río Negro, San Juan, Santa Cruz, Santa Fe, Tierra del Fuego y Tucumán no renovaron ninguna institución provincial.

## Cronograma
| Distrito                          | Fecha                    | Gobernador             | Partido | Partido              | Alianza nacional | Alianza nacional                   | Diputados | Senadores | Consulta popular |
| --------------------------------- | ------------------------ | ---------------------- | ------- | -------------------- | ---------------- | ---------------------------------- | --------- | --------- | ---------------- |
| Buenos Aires                      | 27 de octubre de 2013    | No elige               | 46      | 23                   | No elige         |                                    |           |           |                  |
| Ciudad de Buenos Aires            | 27 de octubre de 2013    | No elige               | 30      | No elige             | No elige         |                                    |           |           |                  |
| Catamarca                         | 27 de octubre de 2013    | No elige               | 21      | 8                    | No elige         |                                    |           |           |                  |
| Chaco                             | 27 de octubre de 2013    | No elige               | 16      | No elige             | No elige         |                                    |           |           |                  |
| Corrientes (Ver detalle)          | 15 de septiembre de 2013 | Ricardo Colombi R      |         | Unión Cívica Radical |                  | Frente Progresista Cívico y Social | 17        | 7         | No elige         |
| Formosa                           | 27 de octubre de 2013    | No elige               | 15      | No elige             | No elige         |                                    |           |           |                  |
| Jujuy                             | 27 de octubre de 2013    | No elige               | 24      | No elige             | No elige         |                                    |           |           |                  |
| La Rioja                          | 27 de octubre de 2013    | No elige               | 18      | No elige             | No elige         |                                    |           |           |                  |
| Mendoza                           | 27 de octubre de 2013    | No elige               | 24      | 19                   | No elige         |                                    |           |           |                  |
| Misiones                          | 30 de junio de 2013      | No elige               | 20      | No elige             | Sí               |                                    |           |           |                  |
| Salta                             | 10 de noviembre de 2013  | No elige               | 30      | 12                   | No elige         |                                    |           |           |                  |
| San Luis                          | 27 de octubre de 2013    | No elige               | 22      | 4                    | No elige         |                                    |           |           |                  |
| Santiago del Estero (Ver detalle) | 27 de octubre de 2013    | No elige               | 40      | No elige             | No elige         |                                    |           |           |                  |
| Santiago del Estero (Ver detalle) | 1 de diciembre de 2013   | Claudia Ledesma Abdala |         | Unión Cívica Radical |                  | Frente para la Victoria            | No elige  | No elige  | No elige         |
| R: Reelecto                       |                          |                        |         |                      |                  |                                    |           |           |                  |

## Buenos Aires

Secciones electorales de Buenos Aires:
1º Sección
2º Sección
3º Sección
4º Sección
5º Sección
6º Sección
7º Sección
8º Sección/Capital

| Sección Electoral | Cámara de Diputados | Cámara de Diputados | Senado    | Senado    |
| Sección Electoral | Diputados           | A renovar           | Senadores | A renovar |
| ----------------- | ------------------- | ------------------- | --------- | --------- |
| 1                 | 15                  | —                   | 8         | 8         |
| 2                 | 11                  | 11                  | 5         | —         |
| 3                 | 18                  | 18                  | 9         | —         |
| 4                 | 14                  | —                   | 7         | 7         |
| 5                 | 11                  | —                   | 5         | 5         |
| 6                 | 11                  | 11                  | 6         | —         |
| 7                 | 6                   | —                   | 3         | 3         |
| 8 - Capital       | 6                   | 6                   | 3         | —         |
| Total             | 92                  | 46                  | 46        | 23        |

### Cámara de Diputados
|  | 37,96 % |

|  | 37,36 % |

|  | 11,40 % |

|  | 6,10 % |

|  | 5,64 % |

|  | 0,94 % |

|  | 0,60 % |

|  | 92,76 % |

|  | 6,42 % |

|  | 0,82 % |

|  | 80,60 % |

|  | 100 % |

#### Resultados por secciones electorales
|  | 36,65 % |

|  | 29,89 % |

|  | 19,50 % |

|  | 5,92 % |

|  | 3,39 % |

|  | 3,06 % |

|  | 1,59 % |

|  | 90,04 % |

|  | 9,10 % |

|  | 0,86 % |

|  | 82,14 % |

|  | 100 % |

|  | 41,32 % |

|  | 39,23 % |

|  | 8,48 % |

|  | 5,68 % |

|  | 4,42 % |

|  | 1,10 % |

|  | 93,43 % |

|  | 5,81 % |

|  | 0,75 % |

|  | 80,76 % |

|  | 100 % |

|  | 30,23 % |

|  | 26,95 % |

|  | 18,39 % |

|  | 17,85 % |

|  | 5,01 % |

|  | 1,57 % |

|  | 90,49 % |

|  | 8,38 % |

|  | 1,13 % |

|  | 78,96 % |

|  | 100 % |

|  | 34,71 % |

|  | 28,31 % |

|  | 18,30 % |

|  | 8,52 % |

|  | 8,42 % |

|  | 1,74 % |

|  | 92,96 % |

|  | 6,05 % |

|  | 0,99 % |

|  | 79,54 % |

|  | 100 % |

### Senado
|  | 45,42 % |

|  | 29,44 % |

|  | 13,45 % |

|  | 5,42 % |

|  | 5,35 % |

|  | 0,92 % |

|  | 92,45 % |

|  | 6,73 % |

|  | 0,83 % |

|  | 80,32 % |

|  | 100 % |

#### Resultados por secciones electorales
|  | 50,77 % |

|  | 28,63 % |

|  | 9,92 % |

|  | 5,99 % |

|  | 4,69 % |

|  | 93,24 % |

|  | 6,02 % |

|  | 0,74 % |

|  | 80,81 % |

|  | 100 % |

|  | 34,91 % |

|  | 33,46 % |

|  | 21,59 % |

|  | 7,60 % |

|  | 2,45 % |

|  | 90,93 % |

|  | 8,37 % |

|  | 0,70 % |

|  | 81,98 % |

|  | 100 % |

|  | 31,34 % |

|  | 30,84 % |

|  | 21,20 % |

|  | 7,00 % |

|  | 5,12 % |

|  | 4,50 % |

|  | 90,83 % |

|  | 8,03 % |

|  | 1,15 % |

|  | 77,52 % |

|  | 100 % |

|  | 38,10 % |

|  | 28,59 % |

|  | 22,54 % |

|  | 6,35 % |

|  | 4,06 % |

|  | 89,61 % |

|  | 9,27 % |

|  | 1,12 % |

|  | 81,85 % |

|  | 100 % |

## Capital Federal
|  | 33,58 % |

|  | 24,59 % |

|  | 17,18 % |

|  | 6,01 % |

|  | 4,92 % |

|  | 4,33 % |

|  | 2,76 % |

|  | 1,90 % |

|  | 1,17 % |

|  | 0,69 % |

|  | 0,46 % |

|  | 0,37 % |

|  | 0,36 % |

|  | 0,27 % |

|  | 0,27 % |

|  | 0,24 % |

|  | 0,15 % |

|  | 0,15 % |

|  | 0,15 % |

|  | 0,14 % |

|  | 0,11 % |

|  | 0,11 % |

|  | 0,08 % |

|  | 95,02 % |

|  | 3,69 % |

|  | 1,30 % |

|  | 77,12 % |

|  | 100 % |

## Catamarca

### Cámara de Diputados
|  | 37,47 % |

|  | 36,87 % |

|  | 16,47 % |

|  | 2,67 % |

|  | 2,42 % |

|  | 2,34 % |

|  | 1,03 % |

|  | 0,71 % |

|  | 93,27 % |

|  | 5,83 % |

|  | 0,90 % |

|  | 100 % |

### Cámara de Senadores
| Departamento             | Senadores | A renovar |
| ------------------------ | --------- | --------- |
| Ambato                   | 1         | —         |
| Ancasti                  | 1         | 1         |
| Andalgalá                | 1         | —         |
| Antofagasta de la Sierra | 1         | 1         |
| Belén                    | 1         | —         |
| Capayán                  | 1         | 1         |
| Capital                  | 1         | —         |
| El Alto                  | 1         | 1         |
| Fray Mamerto Esquiú      | 1         | —         |
| La Paz                   | 1         | 1         |
| Paclín                   | 1         | 1         |
| Pomán                    | 1         | —         |
| Santa María              | 1         | 1         |
| Santa Rosa               | 1         | —         |
| Tinogasta                | 1         | 1         |
| Valle Viejo              | 1         | —         |
| Total                    | 16        | 8         |

|  | 43,83 % |

|  | 35,23 % |

|  | 14,59 % |

|  | 4,38 % |

|  | 1,54 % |

|  | 0,23 % |

|  | 0,17 % |

|  | 0,03 % |

|  | 90,49 % |

|  | 8,67 % |

|  | 0,84 % |

|  | 80,40 % |

|  | 100 % |

#### Resultados por departamentos
|  | 50,40 % |

|  | 47,44 % |

|  | 1,91 % |

|  | 0,15 % |

|  | 0,10 % |

|  | 95,91 % |

|  | 3,56 % |

|  | 0,53 % |

|  | 85,09 % |

|  | 100 % |

|  | 44,09 % |

|  | 35,56 % |

|  | 18,48 % |

|  | 1,87 % |

|  | 93,65 % |

|  | 6,13 % |

|  | 0,22 % |

|  | 82,25 % |

|  | 100 % |

|  | 41,73 % |

|  | 33,40 % |

|  | 18,47 % |

|  | 3,56 % |

|  | 2,84 % |

|  | 88,26 % |

|  | 11,02 % |

|  | 0,72 % |

|  | 82,72 % |

|  | 100 % |

|  | 41,54 % |

|  | 40,64 % |

|  | 10,33 % |

|  | 6,06 % |

|  | 0,82 % |

|  | 0,61 % |

|  | 95,48 % |

|  | 4,08 % |

|  | 0,45 % |

|  | 84,27 % |

|  | 100 % |

|  | 51,45 % |

|  | 25,97 % |

|  | 20,32 % |

|  | 1,32 % |

|  | 0,94 % |

|  | 91,01 % |

|  | 8,42 % |

|  | 0,58 % |

|  | 79,59 % |

|  | 100 % |

|  | 45,59 % |

|  | 41,23 % |

|  | 9,63 % |

|  | 3,21 % |

|  | 0,34 % |

|  | 92,58 % |

|  | 7,29 % |

|  | 0,13 % |

|  | 84,62 % |

|  | 100 % |

|  | 38,93 % |

|  | 38,53 % |

|  | 10,65 % |

|  | 8,94 % |

|  | 2,00 % |

|  | 0,96 % |

|  | 89,05 % |

|  | 9,43 % |

|  | 1,52 % |

|  | 79,95 % |

|  | 100 % |

|  | 43,90 % |

|  | 41,71 % |

|  | 10,99 % |

|  | 2,43 % |

|  | 0,96 % |

|  | 90,58 % |

|  | 8,63 % |

|  | 0,79 % |

|  | 77,50 % |

|  | 100 % |

## Chaco
|  | 54,67 % |

|  | 33,74 % |

|  | 4,66 % |

|  | 2,57 % |

|  | 1,16 % |

|  | 1,13 % |

|  | 1,08 % |

|  | 0,98 % |

|  | 95,19 % |

|  | 3,99 % |

|  | 0,82 % |

|  | 80,41 % |

|  | 100 % |

## Formosa
| ← 2011 · Provincia de Formosa · 2015 →    | ← 2011 · Provincia de Formosa · 2015 → | ← 2011 · Provincia de Formosa · 2015 → | ← 2011 · Provincia de Formosa · 2015 → | ← 2011 · Provincia de Formosa · 2015 → | ← 2011 · Provincia de Formosa · 2015 → | ← 2011 · Provincia de Formosa · 2015 → | ← 2011 · Provincia de Formosa · 2015 → | ← 2011 · Provincia de Formosa · 2015 → |
| Lema                                      | Lema                                   | Sublema                                | Sublema                                | Sublema                                | Lema                                   | Lema                                   | Lema                                   | Lema |
| Lema                                      | Lema                                   | Sublema                                | Votos                                  | %                                      | Votos                                  | %                                      | Bancas                                 | Electos |
| ----------------------------------------- | -------------------------------------- | -------------------------------------- | -------------------------------------- | -------------------------------------- | -------------------------------------- | -------------------------------------- | -------------------------------------- | --- |
|                                           | Partido Justicialista                  | Frente para la Victoria                | 60.481                                 | 32,93                                  | 183.677                                | 63,44                                  | 10/15                                  | - Agustín Samaniego - Margarita María Inés Batista - Rodrigo Emmanuel Vera - Juan Domingo Caballero - Silvia Alejandra Andraus Mateo - Rubén Chávez - Antonio Taboada - Agustina Roxana Schiavoni - Jorge Román - Selso Servín |
| Entre Todos                               | Partido Justicialista                  | 15.062                                 | 8,20                                   |                                        | 183.677                                | 63,44                                  | 10/15                                  | - Agustín Samaniego - Margarita María Inés Batista - Rodrigo Emmanuel Vera - Juan Domingo Caballero - Silvia Alejandra Andraus Mateo - Rubén Chávez - Antonio Taboada - Agustina Roxana Schiavoni - Jorge Román - Selso Servín |
| 17 de octubre                             | Partido Justicialista                  | 14.004                                 | 7,62                                   |                                        | 183.677                                | 63,44                                  | 10/15                                  | - Agustín Samaniego - Margarita María Inés Batista - Rodrigo Emmanuel Vera - Juan Domingo Caballero - Silvia Alejandra Andraus Mateo - Rubén Chávez - Antonio Taboada - Agustina Roxana Schiavoni - Jorge Román - Selso Servín |
| G.I.L.D.O. 13                             | Partido Justicialista                  | 8.296                                  | 4,52                                   |                                        | 183.677                                | 63,44                                  | 10/15                                  | - Agustín Samaniego - Margarita María Inés Batista - Rodrigo Emmanuel Vera - Juan Domingo Caballero - Silvia Alejandra Andraus Mateo - Rubén Chávez - Antonio Taboada - Agustina Roxana Schiavoni - Jorge Román - Selso Servín |
| Valores Ciudadanos                        | Partido Justicialista                  | 7.169                                  | 3,90                                   |                                        | 183.677                                | 63,44                                  | 10/15                                  | - Agustín Samaniego - Margarita María Inés Batista - Rodrigo Emmanuel Vera - Juan Domingo Caballero - Silvia Alejandra Andraus Mateo - Rubén Chávez - Antonio Taboada - Agustina Roxana Schiavoni - Jorge Román - Selso Servín |
| Unidos Venceremos                         | Partido Justicialista                  | 5.697                                  | 3,10                                   |                                        | 183.677                                | 63,44                                  | 10/15                                  | - Agustín Samaniego - Margarita María Inés Batista - Rodrigo Emmanuel Vera - Juan Domingo Caballero - Silvia Alejandra Andraus Mateo - Rubén Chávez - Antonio Taboada - Agustina Roxana Schiavoni - Jorge Román - Selso Servín |
| Formosa 2015                              | Partido Justicialista                  | 4.863                                  | 2,65                                   |                                        | 183.677                                | 63,44                                  | 10/15                                  | - Agustín Samaniego - Margarita María Inés Batista - Rodrigo Emmanuel Vera - Juan Domingo Caballero - Silvia Alejandra Andraus Mateo - Rubén Chávez - Antonio Taboada - Agustina Roxana Schiavoni - Jorge Román - Selso Servín |
| Compromiso Formoseño                      | Partido Justicialista                  | 4.506                                  | 2,45                                   |                                        | 183.677                                | 63,44                                  | 10/15                                  | - Agustín Samaniego - Margarita María Inés Batista - Rodrigo Emmanuel Vera - Juan Domingo Caballero - Silvia Alejandra Andraus Mateo - Rubén Chávez - Antonio Taboada - Agustina Roxana Schiavoni - Jorge Román - Selso Servín |
| Compromiso Peronista                      | Partido Justicialista                  | 4.261                                  | 2,32                                   |                                        | 183.677                                | 63,44                                  | 10/15                                  | - Agustín Samaniego - Margarita María Inés Batista - Rodrigo Emmanuel Vera - Juan Domingo Caballero - Silvia Alejandra Andraus Mateo - Rubén Chávez - Antonio Taboada - Agustina Roxana Schiavoni - Jorge Román - Selso Servín |
| Nuestra Bandera                           | Partido Justicialista                  | 4.100                                  | 2,23                                   |                                        | 183.677                                | 63,44                                  | 10/15                                  | - Agustín Samaniego - Margarita María Inés Batista - Rodrigo Emmanuel Vera - Juan Domingo Caballero - Silvia Alejandra Andraus Mateo - Rubén Chávez - Antonio Taboada - Agustina Roxana Schiavoni - Jorge Román - Selso Servín |
| Primero Formosa                           | Partido Justicialista                  | 3.657                                  | 1,99                                   |                                        | 183.677                                | 63,44                                  | 10/15                                  | - Agustín Samaniego - Margarita María Inés Batista - Rodrigo Emmanuel Vera - Juan Domingo Caballero - Silvia Alejandra Andraus Mateo - Rubén Chávez - Antonio Taboada - Agustina Roxana Schiavoni - Jorge Román - Selso Servín |
| 24 de Febrero                             | Partido Justicialista                  | 3.631                                  | 1,98                                   |                                        | 183.677                                | 63,44                                  | 10/15                                  | - Agustín Samaniego - Margarita María Inés Batista - Rodrigo Emmanuel Vera - Juan Domingo Caballero - Silvia Alejandra Andraus Mateo - Rubén Chávez - Antonio Taboada - Agustina Roxana Schiavoni - Jorge Román - Selso Servín |
| Néstor Vive                               | Partido Justicialista                  | 3.200                                  | 1,74                                   |                                        | 183.677                                | 63,44                                  | 10/15                                  | - Agustín Samaniego - Margarita María Inés Batista - Rodrigo Emmanuel Vera - Juan Domingo Caballero - Silvia Alejandra Andraus Mateo - Rubén Chávez - Antonio Taboada - Agustina Roxana Schiavoni - Jorge Román - Selso Servín |
| Desarrollo en Acción                      | Partido Justicialista                  | 3.154                                  | 1,72                                   |                                        | 183.677                                | 63,44                                  | 10/15                                  | - Agustín Samaniego - Margarita María Inés Batista - Rodrigo Emmanuel Vera - Juan Domingo Caballero - Silvia Alejandra Andraus Mateo - Rubén Chávez - Antonio Taboada - Agustina Roxana Schiavoni - Jorge Román - Selso Servín |
| Acción y Crecimiento                      | Partido Justicialista                  | 3.042                                  | 1,66                                   |                                        | 183.677                                | 63,44                                  | 10/15                                  | - Agustín Samaniego - Margarita María Inés Batista - Rodrigo Emmanuel Vera - Juan Domingo Caballero - Silvia Alejandra Andraus Mateo - Rubén Chávez - Antonio Taboada - Agustina Roxana Schiavoni - Jorge Román - Selso Servín |
| Formosa para Todos                        | Partido Justicialista                  | 2.868                                  | 1,56                                   |                                        | 183.677                                | 63,44                                  | 10/15                                  | - Agustín Samaniego - Margarita María Inés Batista - Rodrigo Emmanuel Vera - Juan Domingo Caballero - Silvia Alejandra Andraus Mateo - Rubén Chávez - Antonio Taboada - Agustina Roxana Schiavoni - Jorge Román - Selso Servín |
| Formosa Unida                             | Partido Justicialista                  | 2.334                                  | 1,27                                   |                                        | 183.677                                | 63,44                                  | 10/15                                  | - Agustín Samaniego - Margarita María Inés Batista - Rodrigo Emmanuel Vera - Juan Domingo Caballero - Silvia Alejandra Andraus Mateo - Rubén Chávez - Antonio Taboada - Agustina Roxana Schiavoni - Jorge Román - Selso Servín |
| Agrupación Vamos Juntos Compañeros        | Partido Justicialista                  | 2.290                                  | 1,25                                   |                                        | 183.677                                | 63,44                                  | 10/15                                  | - Agustín Samaniego - Margarita María Inés Batista - Rodrigo Emmanuel Vera - Juan Domingo Caballero - Silvia Alejandra Andraus Mateo - Rubén Chávez - Antonio Taboada - Agustina Roxana Schiavoni - Jorge Román - Selso Servín |
| Formosa Activa                            | Partido Justicialista                  | 2.248                                  | 1,22                                   |                                        | 183.677                                | 63,44                                  | 10/15                                  | - Agustín Samaniego - Margarita María Inés Batista - Rodrigo Emmanuel Vera - Juan Domingo Caballero - Silvia Alejandra Andraus Mateo - Rubén Chávez - Antonio Taboada - Agustina Roxana Schiavoni - Jorge Román - Selso Servín |
| Partido de la Concertación FORJA          | Partido Justicialista                  | 1.904                                  | 1,04                                   |                                        | 183.677                                | 63,44                                  | 10/15                                  | - Agustín Samaniego - Margarita María Inés Batista - Rodrigo Emmanuel Vera - Juan Domingo Caballero - Silvia Alejandra Andraus Mateo - Rubén Chávez - Antonio Taboada - Agustina Roxana Schiavoni - Jorge Román - Selso Servín |
| MUPAP                                     | Partido Justicialista                  | 1.903                                  | 1,04                                   |                                        | 183.677                                | 63,44                                  | 10/15                                  | - Agustín Samaniego - Margarita María Inés Batista - Rodrigo Emmanuel Vera - Juan Domingo Caballero - Silvia Alejandra Andraus Mateo - Rubén Chávez - Antonio Taboada - Agustina Roxana Schiavoni - Jorge Román - Selso Servín |
| Partido Auténtico Formoseño               | Partido Justicialista                  | 1.767                                  | 0,96                                   |                                        | 183.677                                | 63,44                                  | 10/15                                  | - Agustín Samaniego - Margarita María Inés Batista - Rodrigo Emmanuel Vera - Juan Domingo Caballero - Silvia Alejandra Andraus Mateo - Rubén Chávez - Antonio Taboada - Agustina Roxana Schiavoni - Jorge Román - Selso Servín |
| Organización de Cuadros Peronistas        | Partido Justicialista                  | 1.707                                  | 0,93                                   |                                        | 183.677                                | 63,44                                  | 10/15                                  | - Agustín Samaniego - Margarita María Inés Batista - Rodrigo Emmanuel Vera - Juan Domingo Caballero - Silvia Alejandra Andraus Mateo - Rubén Chávez - Antonio Taboada - Agustina Roxana Schiavoni - Jorge Román - Selso Servín |
| Kolina Formosa                            | Partido Justicialista                  | 1.675                                  | 0,91                                   |                                        | 183.677                                | 63,44                                  | 10/15                                  | - Agustín Samaniego - Margarita María Inés Batista - Rodrigo Emmanuel Vera - Juan Domingo Caballero - Silvia Alejandra Andraus Mateo - Rubén Chávez - Antonio Taboada - Agustina Roxana Schiavoni - Jorge Román - Selso Servín |
| Juventud Unida para el Cambio             | Partido Justicialista                  | 1.509                                  | 0,82                                   |                                        | 183.677                                | 63,44                                  | 10/15                                  | - Agustín Samaniego - Margarita María Inés Batista - Rodrigo Emmanuel Vera - Juan Domingo Caballero - Silvia Alejandra Andraus Mateo - Rubén Chávez - Antonio Taboada - Agustina Roxana Schiavoni - Jorge Román - Selso Servín |
| Lealtad Peronistas                        | Partido Justicialista                  | 1.482                                  | 0,81                                   |                                        | 183.677                                | 63,44                                  | 10/15                                  | - Agustín Samaniego - Margarita María Inés Batista - Rodrigo Emmanuel Vera - Juan Domingo Caballero - Silvia Alejandra Andraus Mateo - Rubén Chávez - Antonio Taboada - Agustina Roxana Schiavoni - Jorge Román - Selso Servín |
| Frente Joven                              | Partido Justicialista                  | 1.400                                  | 0,76                                   |                                        | 183.677                                | 63,44                                  | 10/15                                  | - Agustín Samaniego - Margarita María Inés Batista - Rodrigo Emmanuel Vera - Juan Domingo Caballero - Silvia Alejandra Andraus Mateo - Rubén Chávez - Antonio Taboada - Agustina Roxana Schiavoni - Jorge Román - Selso Servín |
| Joven Renovación                          | Partido Justicialista                  | 1.226                                  | 0,67                                   |                                        | 183.677                                | 63,44                                  | 10/15                                  | - Agustín Samaniego - Margarita María Inés Batista - Rodrigo Emmanuel Vera - Juan Domingo Caballero - Silvia Alejandra Andraus Mateo - Rubén Chávez - Antonio Taboada - Agustina Roxana Schiavoni - Jorge Román - Selso Servín |
| Militantes K                              | Partido Justicialista                  | 1.209                                  | 0,66                                   |                                        | 183.677                                | 63,44                                  | 10/15                                  | - Agustín Samaniego - Margarita María Inés Batista - Rodrigo Emmanuel Vera - Juan Domingo Caballero - Silvia Alejandra Andraus Mateo - Rubén Chávez - Antonio Taboada - Agustina Roxana Schiavoni - Jorge Román - Selso Servín |
| Ayer Nomás                                | Partido Justicialista                  | 1.185                                  | 0,65                                   |                                        | 183.677                                | 63,44                                  | 10/15                                  | - Agustín Samaniego - Margarita María Inés Batista - Rodrigo Emmanuel Vera - Juan Domingo Caballero - Silvia Alejandra Andraus Mateo - Rubén Chávez - Antonio Taboada - Agustina Roxana Schiavoni - Jorge Román - Selso Servín |
| Concertación Popular                      | Partido Justicialista                  | 1.181                                  | 0,64                                   |                                        | 183.677                                | 63,44                                  | 10/15                                  | - Agustín Samaniego - Margarita María Inés Batista - Rodrigo Emmanuel Vera - Juan Domingo Caballero - Silvia Alejandra Andraus Mateo - Rubén Chávez - Antonio Taboada - Agustina Roxana Schiavoni - Jorge Román - Selso Servín |
| Partido Demócrata Progresista             | Partido Justicialista                  | 1.178                                  | 0,64                                   |                                        | 183.677                                | 63,44                                  | 10/15                                  | - Agustín Samaniego - Margarita María Inés Batista - Rodrigo Emmanuel Vera - Juan Domingo Caballero - Silvia Alejandra Andraus Mateo - Rubén Chávez - Antonio Taboada - Agustina Roxana Schiavoni - Jorge Román - Selso Servín |
| Jóvenes de Formosa                        | Partido Justicialista                  | 1.151                                  | 0,63                                   |                                        | 183.677                                | 63,44                                  | 10/15                                  | - Agustín Samaniego - Margarita María Inés Batista - Rodrigo Emmanuel Vera - Juan Domingo Caballero - Silvia Alejandra Andraus Mateo - Rubén Chávez - Antonio Taboada - Agustina Roxana Schiavoni - Jorge Román - Selso Servín |
| Partido Intransigente                     | Partido Justicialista                  | 1.126                                  | 0,61                                   |                                        | 183.677                                | 63,44                                  | 10/15                                  | - Agustín Samaniego - Margarita María Inés Batista - Rodrigo Emmanuel Vera - Juan Domingo Caballero - Silvia Alejandra Andraus Mateo - Rubén Chávez - Antonio Taboada - Agustina Roxana Schiavoni - Jorge Román - Selso Servín |
| Alternativa Comunitaria                   | Partido Justicialista                  | 1.115                                  | 0,61                                   |                                        | 183.677                                | 63,44                                  | 10/15                                  | - Agustín Samaniego - Margarita María Inés Batista - Rodrigo Emmanuel Vera - Juan Domingo Caballero - Silvia Alejandra Andraus Mateo - Rubén Chávez - Antonio Taboada - Agustina Roxana Schiavoni - Jorge Román - Selso Servín |
| Partido Fortaleza                         | Partido Justicialista                  | 972                                    | 0,53                                   |                                        | 183.677                                | 63,44                                  | 10/15                                  | - Agustín Samaniego - Margarita María Inés Batista - Rodrigo Emmanuel Vera - Juan Domingo Caballero - Silvia Alejandra Andraus Mateo - Rubén Chávez - Antonio Taboada - Agustina Roxana Schiavoni - Jorge Román - Selso Servín |
| Compromiso Estatal                        | Partido Justicialista                  | 841                                    | 0,46                                   |                                        | 183.677                                | 63,44                                  | 10/15                                  | - Agustín Samaniego - Margarita María Inés Batista - Rodrigo Emmanuel Vera - Juan Domingo Caballero - Silvia Alejandra Andraus Mateo - Rubén Chávez - Antonio Taboada - Agustina Roxana Schiavoni - Jorge Román - Selso Servín |
| Partido Social Demócrata                  | Partido Justicialista                  | 767                                    | 0,42                                   |                                        | 183.677                                | 63,44                                  | 10/15                                  | - Agustín Samaniego - Margarita María Inés Batista - Rodrigo Emmanuel Vera - Juan Domingo Caballero - Silvia Alejandra Andraus Mateo - Rubén Chávez - Antonio Taboada - Agustina Roxana Schiavoni - Jorge Román - Selso Servín |
| Partido Renovador Del Oeste               | Partido Justicialista                  | 541                                    | 0,29                                   |                                        | 183.677                                | 63,44                                  | 10/15                                  | - Agustín Samaniego - Margarita María Inés Batista - Rodrigo Emmanuel Vera - Juan Domingo Caballero - Silvia Alejandra Andraus Mateo - Rubén Chávez - Antonio Taboada - Agustina Roxana Schiavoni - Jorge Román - Selso Servín |
| Movimiento de Recuperación Popular        | Partido Justicialista                  | 466                                    | 0,25                                   |                                        | 183.677                                | 63,44                                  | 10/15                                  | - Agustín Samaniego - Margarita María Inés Batista - Rodrigo Emmanuel Vera - Juan Domingo Caballero - Silvia Alejandra Andraus Mateo - Rubén Chávez - Antonio Taboada - Agustina Roxana Schiavoni - Jorge Román - Selso Servín |
| Partido Demócrata Cristiano               | Partido Justicialista                  | 443                                    | 0,24                                   |                                        | 183.677                                | 63,44                                  | 10/15                                  | - Agustín Samaniego - Margarita María Inés Batista - Rodrigo Emmanuel Vera - Juan Domingo Caballero - Silvia Alejandra Andraus Mateo - Rubén Chávez - Antonio Taboada - Agustina Roxana Schiavoni - Jorge Román - Selso Servín |
| Partido Conservador Popular               | Partido Justicialista                  | 365                                    | 0,20                                   |                                        | 183.677                                | 63,44                                  | 10/15                                  | - Agustín Samaniego - Margarita María Inés Batista - Rodrigo Emmanuel Vera - Juan Domingo Caballero - Silvia Alejandra Andraus Mateo - Rubén Chávez - Antonio Taboada - Agustina Roxana Schiavoni - Jorge Román - Selso Servín |
| Partido Frente para Todos                 | Partido Justicialista                  | 333                                    | 0,18                                   |                                        | 183.677                                | 63,44                                  | 10/15                                  | - Agustín Samaniego - Margarita María Inés Batista - Rodrigo Emmanuel Vera - Juan Domingo Caballero - Silvia Alejandra Andraus Mateo - Rubén Chávez - Antonio Taboada - Agustina Roxana Schiavoni - Jorge Román - Selso Servín |
| Para el Hombre Nuevo                      | Partido Justicialista                  | 287                                    | 0,16                                   |                                        | 183.677                                | 63,44                                  | 10/15                                  | - Agustín Samaniego - Margarita María Inés Batista - Rodrigo Emmanuel Vera - Juan Domingo Caballero - Silvia Alejandra Andraus Mateo - Rubén Chávez - Antonio Taboada - Agustina Roxana Schiavoni - Jorge Román - Selso Servín |
| Movimiento Independiente de Participación | Partido Justicialista                  | 279                                    | 0,15                                   |                                        | 183.677                                | 63,44                                  | 10/15                                  | - Agustín Samaniego - Margarita María Inés Batista - Rodrigo Emmanuel Vera - Juan Domingo Caballero - Silvia Alejandra Andraus Mateo - Rubén Chávez - Antonio Taboada - Agustina Roxana Schiavoni - Jorge Román - Selso Servín |
| Compromiso K                              | Partido Justicialista                  | 244                                    | 0,13                                   |                                        | 183.677                                | 63,44                                  | 10/15                                  | - Agustín Samaniego - Margarita María Inés Batista - Rodrigo Emmanuel Vera - Juan Domingo Caballero - Silvia Alejandra Andraus Mateo - Rubén Chávez - Antonio Taboada - Agustina Roxana Schiavoni - Jorge Román - Selso Servín |
| Consenso Federal                          | Partido Justicialista                  | 192                                    | 0,10                                   |                                        | 183.677                                | 63,44                                  | 10/15                                  | - Agustín Samaniego - Margarita María Inés Batista - Rodrigo Emmanuel Vera - Juan Domingo Caballero - Silvia Alejandra Andraus Mateo - Rubén Chávez - Antonio Taboada - Agustina Roxana Schiavoni - Jorge Román - Selso Servín |
| Nuestro Tiempo                            | Partido Justicialista                  | 101                                    | 0,05                                   |                                        | 183.677                                | 63,44                                  | 10/15                                  | - Agustín Samaniego - Margarita María Inés Batista - Rodrigo Emmanuel Vera - Juan Domingo Caballero - Silvia Alejandra Andraus Mateo - Rubén Chávez - Antonio Taboada - Agustina Roxana Schiavoni - Jorge Román - Selso Servín |
| Peronismo en la Lucha                     | Partido Justicialista                  | 87                                     | 0,05                                   |                                        | 183.677                                | 63,44                                  | 10/15                                  | - Agustín Samaniego - Margarita María Inés Batista - Rodrigo Emmanuel Vera - Juan Domingo Caballero - Silvia Alejandra Andraus Mateo - Rubén Chávez - Antonio Taboada - Agustina Roxana Schiavoni - Jorge Román - Selso Servín |
| Partido Autonomista                       | Partido Justicialista                  | 81                                     | 0,04                                   |                                        | 183.677                                | 63,44                                  | 10/15                                  | - Agustín Samaniego - Margarita María Inés Batista - Rodrigo Emmanuel Vera - Juan Domingo Caballero - Silvia Alejandra Andraus Mateo - Rubén Chávez - Antonio Taboada - Agustina Roxana Schiavoni - Jorge Román - Selso Servín |
| MOREFOR                                   | Partido Justicialista                  | 62                                     | 0,03                                   |                                        | 183.677                                | 63,44                                  | 10/15                                  | - Agustín Samaniego - Margarita María Inés Batista - Rodrigo Emmanuel Vera - Juan Domingo Caballero - Silvia Alejandra Andraus Mateo - Rubén Chávez - Antonio Taboada - Agustina Roxana Schiavoni - Jorge Román - Selso Servín |
| Sol                                       | Partido Justicialista                  | 35                                     | 0,02                                   |                                        | 183.677                                | 63,44                                  | 10/15                                  | - Agustín Samaniego - Margarita María Inés Batista - Rodrigo Emmanuel Vera - Juan Domingo Caballero - Silvia Alejandra Andraus Mateo - Rubén Chávez - Antonio Taboada - Agustina Roxana Schiavoni - Jorge Román - Selso Servín |
|                                           | Frente Amplio Formoseño                | Alianza Frente Amplio                  | 15.522                                 | 15,92                                  | 97.499                                 | 33,67                                  | 5/15                                   | - Martín Osvaldo Hernández - Stella Mirna Molinas - Abraham Skierker - Ricardo Rodolfo Carbajal Zieseniss - María Cristina Erico                                                                                               |
| Elegí Lo Nuevo                            | Frente Amplio Formoseño                | 10.567                                 | 10,84                                  |                                        | 97.499                                 | 33,67                                  | 5/15                                   | - Martín Osvaldo Hernández - Stella Mirna Molinas - Abraham Skierker - Ricardo Rodolfo Carbajal Zieseniss - María Cristina Erico                                                                                               |
| Hay Opción, Hay Esperanza                 | Frente Amplio Formoseño                | 10.072                                 | 10,33                                  |                                        | 97.499                                 | 33,67                                  | 5/15                                   | - Martín Osvaldo Hernández - Stella Mirna Molinas - Abraham Skierker - Ricardo Rodolfo Carbajal Zieseniss - María Cristina Erico                                                                                               |
| Boinas Blancas                            | Frente Amplio Formoseño                | 8.215                                  | 8,43                                   |                                        | 97.499                                 | 33,67                                  | 5/15                                   | - Martín Osvaldo Hernández - Stella Mirna Molinas - Abraham Skierker - Ricardo Rodolfo Carbajal Zieseniss - María Cristina Erico                                                                                               |
| Juntos Podemos                            | Frente Amplio Formoseño                | 7.997                                  | 8,20                                   |                                        | 97.499                                 | 33,67                                  | 5/15                                   | - Martín Osvaldo Hernández - Stella Mirna Molinas - Abraham Skierker - Ricardo Rodolfo Carbajal Zieseniss - María Cristina Erico                                                                                               |
| Red Solidaria                             | Frente Amplio Formoseño                | 7.108                                  | 7,29                                   |                                        | 97.499                                 | 33,67                                  | 5/15                                   | - Martín Osvaldo Hernández - Stella Mirna Molinas - Abraham Skierker - Ricardo Rodolfo Carbajal Zieseniss - María Cristina Erico                                                                                               |
| Nueva Iniciativa                          | Frente Amplio Formoseño                | 6.489                                  | 6,66                                   |                                        | 97.499                                 | 33,67                                  | 5/15                                   | - Martín Osvaldo Hernández - Stella Mirna Molinas - Abraham Skierker - Ricardo Rodolfo Carbajal Zieseniss - María Cristina Erico                                                                                               |
| Movimiento de Integración y Desarrollo    | Frente Amplio Formoseño                | 4.889                                  | 5,01                                   |                                        | 97.499                                 | 33,67                                  | 5/15                                   | - Martín Osvaldo Hernández - Stella Mirna Molinas - Abraham Skierker - Ricardo Rodolfo Carbajal Zieseniss - María Cristina Erico                                                                                               |
| Frente de la Esperanza                    | Frente Amplio Formoseño                | 4.773                                  | 4,90                                   |                                        | 97.499                                 | 33,67                                  | 5/15                                   | - Martín Osvaldo Hernández - Stella Mirna Molinas - Abraham Skierker - Ricardo Rodolfo Carbajal Zieseniss - María Cristina Erico                                                                                               |
| Partido Acción Nativa                     | Frente Amplio Formoseño                | 4.049                                  | 4,15                                   |                                        | 97.499                                 | 33,67                                  | 5/15                                   | - Martín Osvaldo Hernández - Stella Mirna Molinas - Abraham Skierker - Ricardo Rodolfo Carbajal Zieseniss - María Cristina Erico                                                                                               |
| Por el Triunfo Radical                    | Frente Amplio Formoseño                | 3.801                                  | 3,90                                   |                                        | 97.499                                 | 33,67                                  | 5/15                                   | - Martín Osvaldo Hernández - Stella Mirna Molinas - Abraham Skierker - Ricardo Rodolfo Carbajal Zieseniss - María Cristina Erico                                                                                               |
| A.P.O.                                    | Frente Amplio Formoseño                | 3.093                                  | 3,17                                   |                                        | 97.499                                 | 33,67                                  | 5/15                                   | - Martín Osvaldo Hernández - Stella Mirna Molinas - Abraham Skierker - Ricardo Rodolfo Carbajal Zieseniss - María Cristina Erico                                                                                               |
| Propuesta Republicana Organizada          | Frente Amplio Formoseño                | 3.013                                  | 3,09                                   |                                        | 97.499                                 | 33,67                                  | 5/15                                   | - Martín Osvaldo Hernández - Stella Mirna Molinas - Abraham Skierker - Ricardo Rodolfo Carbajal Zieseniss - María Cristina Erico                                                                                               |
| Trabajo y Militancia                      | Frente Amplio Formoseño                | 2.625                                  | 2,69                                   |                                        | 97.499                                 | 33,67                                  | 5/15                                   | - Martín Osvaldo Hernández - Stella Mirna Molinas - Abraham Skierker - Ricardo Rodolfo Carbajal Zieseniss - María Cristina Erico                                                                                               |
| Libres                                    | Frente Amplio Formoseño                | 2.242                                  | 2,30                                   |                                        | 97.499                                 | 33,67                                  | 5/15                                   | - Martín Osvaldo Hernández - Stella Mirna Molinas - Abraham Skierker - Ricardo Rodolfo Carbajal Zieseniss - María Cristina Erico                                                                                               |
| Movimiento Verde Ambientalista            | Frente Amplio Formoseño                | 1.839                                  | 1,89                                   |                                        | 97.499                                 | 33,67                                  | 5/15                                   | - Martín Osvaldo Hernández - Stella Mirna Molinas - Abraham Skierker - Ricardo Rodolfo Carbajal Zieseniss - María Cristina Erico                                                                                               |
| C.A.R.L.E.T.T.I.                          | Frente Amplio Formoseño                | 1.205                                  | 1,24                                   |                                        | 97.499                                 | 33,67                                  | 5/15                                   | - Martín Osvaldo Hernández - Stella Mirna Molinas - Abraham Skierker - Ricardo Rodolfo Carbajal Zieseniss - María Cristina Erico                                                                                               |
|                                           | Partido Obrero                         | —                                      | —                                      | —                                      | 8.357                                  | 2,89                                   |                                        | |
| Votos positivos                           | Votos positivos                        | Votos positivos                        | Votos positivos                        | Votos positivos                        | 289.533                                | 93,36                                  |                                        | |
| Votos en blanco                           | Votos en blanco                        | Votos en blanco                        | Votos en blanco                        | Votos en blanco                        | 17.642                                 | 5,69                                   |                                        | |
| Votos anulados                            | Votos anulados                         | Votos anulados                         | Votos anulados                         | Votos anulados                         | 2.953                                  | 0,95                                   |                                        | |
| Participación                             | Participación                          | Participación                          | Participación                          | Participación                          | 310.128                                | 78,57                                  |                                        | |
| Electores registrados                     | Electores registrados                  | Electores registrados                  | Electores registrados                  | Electores registrados                  | 394.735                                | 100,00                                 |                                        | |
| Fuentes:                                  |                                        |                                        |                                        |                                        |                                        |                                        |                                        | |

## Jujuy
|  | 32,14 % |

|  | 31,55 % |

|  | 13,43 % |

|  | 6,17 % |

|  | 4,31 % |

|  | 4,17 % |

|  | 2,26 % |

|  | 1,63 % |

|  | 1,42 % |

|  | 1,42 % |

|  | 0,58 % |

|  | 0,54 % |

|  | 0,37 % |

|  | 91,05 % |

|  | 7,65 % |

|  | 1,30 % |

|  | 82,29 % |

|  | 100 % |

## La Rioja
| Departamento           | Diputados | A renovar |
| ---------------------- | --------- | --------- |
| Ángel V. Peñaloza      | 1         | —         |
| Arauco                 | 3         | —         |
| Belgrano               | 1         | —         |
| Capital                | 8         | 8         |
| Castro Barros          | 1         | 1         |
| Chamical               | 3         | —         |
| Chilecito              | 4         | —         |
| Facundo Quiroga        | 1         | 1         |
| Famatina               | 1         | —         |
| Felipe Varela          | 3         | 3         |
| Independencia          | 1         | —         |
| Lamadrid               | 1         | —         |
| Ocampo                 | 1         | —         |
| Rosario Vera Peñaloza  | 3         | 3         |
| San Blas de los Sauces | 1         | —         |
| San Martín             | 1         | —         |
| Sanagasta              | 1         | 1         |
| Vinchina               | 1         | 1         |
| Total                  | 36        | 18        |

|  | 13,70 % |

|  | 8,52 % |

|  | 6,92 % |

|  | 6,84 % |

|  | 4,16 % |

|  | 2,31 % |

|  | 1,78 % |

|  | 1,67 % |

|  | 1,56 % |

|  | 1,23 % |

|  | 1,08 % |

|  | 1,06 % |

|  | 0,87 % |

|  | 0,51 % |

|  | 0,51 % |

|  | 0,48 % |

|  | 0,16 % |

|  | 53,35 % |

|  | 14,24 % |

|  | 5,57 % |

|  | 4,74 % |

|  | 1,90 % |

|  | 26,45 % |

|  | 4,40 % |

|  | 3,28 % |

|  | 2,37 % |

|  | 1,74 % |

|  | 1,73 % |

|  | 1,57 % |

|  | 1,49 % |

|  | 1,05 % |

|  | 0,78 % |

|  | 0,63 % |

|  | 0,61 % |

|  | 0,47 % |

|  | 0,08 % |

|  | 91,92 % |

|  | 6,07 % |

|  | 2,02 % |

|  | 80,63 % |

|  | 100 % |

### Resultados por departamentos
|  | 18,01 % |

|  | 17,33 % |

|  | 10,77 % |

|  | 7,05 % |

|  | 5,56 % |

|  | 5,41 % |

|  | 4,15 % |

|  | 4,10 % |

|  | 2,94 % |

|  | 2,30 % |

|  | 2,19 % |

|  | 1,99 % |

|  | 1,97 % |

|  | 1,95 % |

|  | 1,81 % |

|  | 1,55 % |

|  | 1,48 % |

|  | 1,36 % |

|  | 1,34 % |

|  | 1,32 % |

|  | 1,11 % |

|  | 0,99 % |

|  | 0,80 % |

|  | 0,77 % |

|  | 0,60 % |

|  | 0,59 % |

|  | 0,55 % |

|  | 90,87 % |

|  | 6,85 % |

|  | 2,28 % |

|  | 80,06 % |

|  | 100 % |

|  | 73,81 % |

|  | 11,94 % |

|  | 10,52 % |

|  | 3,73 % |

|  | 96,87 % |

|  | 2,29 % |

|  | 0,85 % |

|  | 84,95 % |

|  | 100 % |

|  | 60,85 % |

|  | 34,11 % |

|  | 3,17 % |

|  | 1,86 % |

|  | 94,39 % |

|  | 5,23 % |

|  | 0,38 % |

|  | 85,54 % |

|  | 100 % |

|  | 32,35 % |

|  | 19,19 % |

|  | 18,81 % |

|  | 11,84 % |

|  | 9,30 % |

|  | 3,59 % |

|  | 2,68 % |

|  | 2,24 % |

|  | 96,34 % |

|  | 2,56 % |

|  | 1,10 % |

|  | 84,17 % |

|  | 100 % |

|  | 29,90 % |

|  | 27,06 % |

|  | 15,78 % |

|  | 9,21 % |

|  | 6,91 % |

|  | 5,03 % |

|  | 3,61 % |

|  | 1,03 % |

|  | 0,85 % |

|  | 0,61 % |

|  | 95,94 % |

|  | 2,85 % |

|  | 1,22 % |

|  | 79,61 % |

|  | 100 % |

|  | 68,95 % |

|  | 22,61 % |

|  | 8,43 % |

|  | 95,36 % |

|  | 3,67 % |

|  | 0,97 % |

|  | 88,95 % |

|  | 100 % |

|  | 49,85 % |

|  | 42,09 % |

|  | 4,98 % |

|  | 3,08 % |

|  | 97,84 % |

|  | 1,86 % |

|  | 0,30 % |

|  | 82,14 % |

|  | 100 % |

## Mendoza

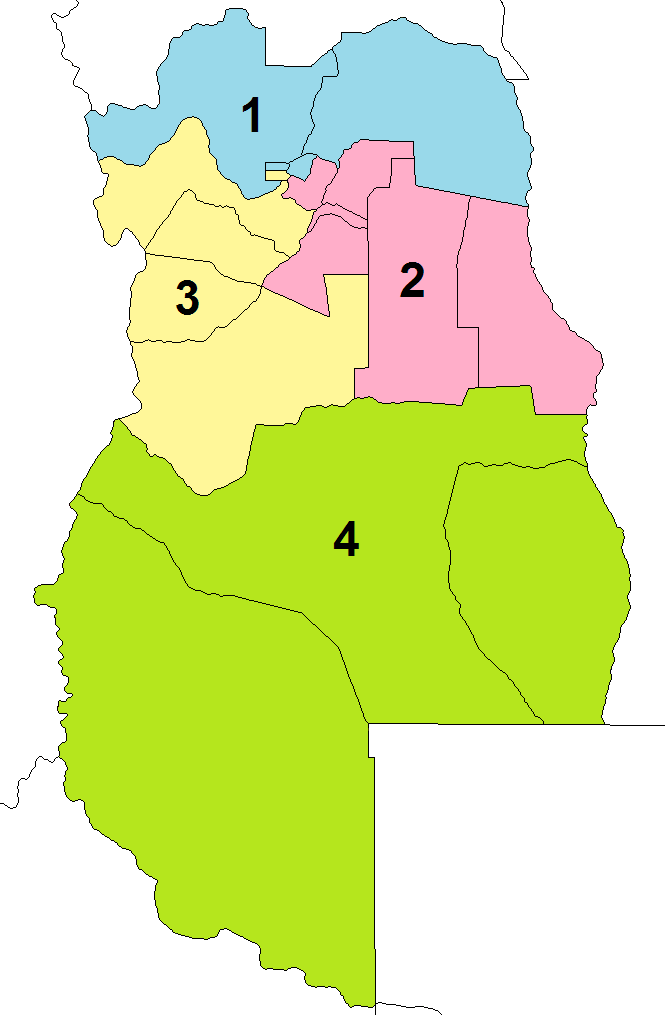
Secciones electorales de Mendoza:
1ª Sección
2ª Sección
3ª Sección
4.ª Sección

| Sección Electoral | Cámara de Diputados | Cámara de Diputados | Cámara de Senadores | Cámara de Senadores |
| Sección Electoral | Diputados           | A renovar           | Senadores           | A renovar           |
| ----------------- | ------------------- | ------------------- | ------------------- | ------------------- |
| 1                 | 16                  | 8                   | 12                  | 6                   |
| 2                 | 12                  | 6                   | 10                  | 5                   |
| 3                 | 10                  | 5                   | 8                   | 4                   |
| 4                 | 10                  | 5                   | 8                   | 4                   |
| Total             | 48                  | 24                  | 38                  | 19                  |

### Cámara de Diputados
|  | 46,46 % |

|  | 27,42 % |

|  | 13,73 % |

|  | 5,43 % |

|  | 3,90 % |

|  | 2,01 % |

|  | 0,53 % |

|  | 0,53 % |

|  | 95,57 % |

|  | 2,86 % |

|  | 1,57 % |

|  | 100 % |

#### Resultados por sección electoral
|  | 46,21 % |

|  | 25,75 % |

|  | 15,94 % |

|  | 4,87 % |

|  | 4,12 % |

|  | 2,12 % |

|  | 0,56 % |

|  | 0,52 % |

|  | 96,25 % |

|  | 2,17 % |

|  | 1,57 % |

|  | 100 % |

|  | 47,70 % |

|  | 28,10 % |

|  | 13,45 % |

|  | 4,37 % |

|  | 3,81 % |

|  | 1,65 % |

|  | 0,47 % |

|  | 0,44 % |

|  | 95,12 % |

|  | 3,28 % |

|  | 1,60 % |

|  | 100 % |

|  | 49,87 % |

|  | 21,61 % |

|  | 15,26 % |

|  | 5,70 % |

|  | 4,33 % |

|  | 2,26 % |

|  | 0,52 % |

|  | 0,45 % |

|  | 95,71 % |

|  | 2,81 % |

|  | 1,48 % |

|  | 100 % |

|  | 40,37 % |

|  | 39,46 % |

|  | 8,10 % |

|  | 6,06 % |

|  | 2,79 % |

|  | 1,85 % |

|  | 0,69 % |

|  | 0,69 % |

|  | 94,39 % |

|  | 3,92 % |

|  | 1,69 % |

|  | 100 % |

### Cámara de Senadores
|  | 46,61 % |

|  | 27,33 % |

|  | 13,75 % |

|  | 5,34 % |

|  | 3,88 % |

|  | 2,03 % |

|  | 0,54 % |

|  | 0,52 % |

|  | 95,79 % |

|  | 2,63 % |

|  | 1,57 % |

|  | 100 % |

#### Resultados por sección electoral
|  | 46,24 % |

|  | 25,73 % |

|  | 15,95 % |

|  | 4,80 % |

|  | 4,10 % |

|  | 2,11 % |

|  | 0,55 % |

|  | 0,52 % |

|  | 96,44 % |

|  | 1,98 % |

|  | 1,58 % |

|  | 100 % |

|  | 47,81 % |

|  | 28,01 % |

|  | 13,49 % |

|  | 4,29 % |

|  | 3,81 % |

|  | 1,62 % |

|  | 0,53 % |

|  | 0,44 % |

|  | 95,38 % |

|  | 3,03 % |

|  | 1,59 % |

|  | 100 % |

|  | 50,05 % |

|  | 21,45 % |

|  | 15,27 % |

|  | 5,60 % |

|  | 4,33 % |

|  | 2,33 % |

|  | 0,53 % |

|  | 0,43 % |

|  | 95,92 % |

|  | 2,59 % |

|  | 1,48 % |

|  | 100 % |

|  | 40,23 % |

|  | 39,72 % |

|  | 7,95 % |

|  | 6,10 % |

|  | 2,66 % |

|  | 1,97 % |

|  | 0,69 % |

|  | 0,67 % |

|  | 94,66 % |

|  | 3,65 % |

|  | 1,69 % |

|  | 100 % |

## Misiones

### Cámara de Representantes
|  | 34,13 % |

|  | 18,79 % |

|  | 11,23 % |

|  | 6,63 % |

|  | 6,16 % |

|  | 5,86 % |

|  | 4,86 % |

|  | 3,70 % |

|  | 3,19 % |

|  | 2,78 % |

|  | 1,04 % |

|  | 0,86 % |

|  | 0,77 % |

|  | 90,53 % |

|  | 8,18 % |

|  | 1,29 % |

|  | 100 % |

### Referéndum
Referéndum para reformar la Constitución para que se incluya la figura del querellante particular en los procesos judiciales.
|  | 86,42 % |

|  | 13,58 % |

|  | 63,85 % |

|  | 35,92 % |

|  | 0,23 % |

|  | 100 % |

## Salta
| Departamento           | Cámara de Diputados | Cámara de Diputados | Cámara de Senadores | Cámara de Senadores |
| Departamento           | Diputados           | A renovar           | Senadores           | A renovar           |
| ---------------------- | ------------------- | ------------------- | ------------------- | ------------------- |
| Anta                   | 3                   | 3                   | 1                   | —                   |
| Cachi                  | 1                   | 1                   | 1                   | 1                   |
| Cafayate               | 1                   | 1                   | 1                   | 1                   |
| Capital                | 19                  | 10                  | 1                   | 1                   |
| Cerrillos              | 2                   | —                   | 1                   | —                   |
| Chicoana               | 1                   | 1                   | 1                   | 1                   |
| General Güemes         | 2                   | —                   | 1                   | 1                   |
| General San Martín     | 6                   | 3                   | 1                   | —                   |
| Guachipas              | 1                   | —                   | 1                   | 1                   |
| Iruya                  | 1                   | 1                   | 1                   | —                   |
| La Caldera             | 1                   | —                   | 1                   | 1                   |
| La Candelaria          | 1                   | —                   | 1                   | —                   |
| La Poma                | 1                   | —                   | 1                   | 1                   |
| La Viña                | 1                   | —                   | 1                   | —                   |
| Los Andes              | 1                   | —                   | 1                   | 1                   |
| Metán                  | 3                   | 3                   | 1                   | —                   |
| Molinos                | 1                   | —                   | 1                   | 1                   |
| Orán                   | 6                   | 3                   | 1                   | —                   |
| Rivadavia              | 2                   | 2                   | 1                   | —                   |
| Rosario de la Frontera | 2                   | 2                   | 1                   | —                   |
| Rosario de Lerma       | 2                   | —                   | 1                   | 1                   |
| San Carlos             | 1                   | —                   | 1                   | 1                   |
| Santa Victoria         | 1                   | —                   | 1                   | —                   |
| Total                  | 60                  | 30                  | 23                  | 12                  |

### Cámara de Diputados
|  | 19,84 % |

|  | 9,87 % |

|  | 5,09 % |

|  | 1,12 % |

|  | 0,56 % |

|  | 0,43 % |

|  | 36,92 % |

|  | 8,17 % |

|  | 3,18 % |

|  | 2,88 % |

|  | 2,57 % |

|  | 1,95 % |

|  | 18,75 % |

|  | 17,24 % |

|  | 7,80 % |

|  | 7,66 % |

|  | 4,25 % |

|  | 3,61 % |

|  | 1,51 % |

|  | 1,12 % |

|  | 0,89 % |

|  | 0,18 % |

|  | 0,09 % |

|  | 93,74 % |

|  | 6,19 % |

|  | 0,07 % |

|  | 70,34 % |

|  | 100 % |

#### Resultados por departamento
|  | 25,04 % |

|  | 21,90 % |

|  | 20,03 % |

|  | 15,92 % |

|  | 9,38 % |

|  | 5,28 % |

|  | 2,41 % |

|  | 94,05 % |

|  | 5,69 % |

|  | 0,27 % |

|  | 69,98 % |

|  | 100 % |

|  | 38,80 % |

|  | 31,49 % |

|  | 29,69 % |

|  | 97,15 % |

|  | 2,84 % |

|  | 0,00 % |

|  | 75,25 % |

|  | 100 % |

|  | 27,74 % |

|  | 25,39 % |

|  | 17,30 % |

|  | 11,93 % |

|  | 10,95 % |

|  | 4,53 % |

|  | 2,12 % |

|  | 94,01 % |

|  | 5,91 % |

|  | 0,07 % |

|  | 72,27 % |

|  | 100 % |

|  | 26,70 % |

|  | 17,43 % |

|  | 10,13 % |

|  | 7,46 % |

|  | 5,34 % |

|  | 5,32 % |

|  | 4,67 % |

|  | 4,64 % |

|  | 4,50 % |

|  | 4,38 % |

|  | 3,34 % |

|  | 2,80 % |

|  | 2,07 % |

|  | 1,15 % |

|  | 94,35 % |

|  | 5,61 % |

|  | 0,04 % |

|  | 73,10 % |

|  | 100 % |

|  | 46,25 % |

|  | 42,73 % |

|  | 6,99 % |

|  | 4,01 % |

|  | 95,76 % |

|  | 4,23 % |

|  | 0,00 % |

|  | 77,36 % |

|  | 100 % |

|  | 23,50 % |

|  | 22,63 % |

|  | 18,23 % |

|  | 15,05 % |

|  | 9,33 % |

|  | 7,37 % |

|  | 2,01 % |

|  | 1,83 % |

|  | 89,11 % |

|  | 10,81 % |

|  | 0,08 % |

|  | 64,21 % |

|  | 100 % |

|  | 51,92 % |

|  | 45,50 % |

|  | 1,32 % |

|  | 1,23 % |

|  | 98,29 % |

|  | 1,62 % |

|  | 0,09 % |

|  | 72,49 % |

|  | 100 % |

|  | 22,82 % |

|  | 22,73 % |

|  | 20,83 % |

|  | 15,72 % |

|  | 5,26 % |

|  | 3,93 % |

|  | 3,77 % |

|  | 3,34 % |

|  | 1,56 % |

|  | 95,76 % |

|  | 4,20 % |

|  | 0,04 % |

|  | 68,63 % |

|  | 100 % |

|  | 30,28 % |

|  | 16,51 % |

|  | 11,74 % |

|  | 10,97 % |

|  | 9,49 % |

|  | 6,99 % |

|  | 5,44 % |

|  | 3,69 % |

|  | 3,05 % |

|  | 1,80 % |

|  | 93,20 % |

|  | 6,72 % |

|  | 0,08 % |

|  | 65,74 % |

|  | 100 % |

|  | 38,05 % |

|  | 33,68 % |

|  | 20,81 % |

|  | 3,18 % |

|  | 1,58 % |

|  | 1,42 % |

|  | 1,24 % |

|  | 96,72 % |

|  | 2,96 % |

|  | 0,32 % |

|  | 66,83 % |

|  | 100 % |

|  | 37,98 % |

|  | 18,42 % |

|  | 16,37 % |

|  | 12,26 % |

|  | 12,11 % |

|  | 2,82 % |

|  | 96,49 % |

|  | 3,39 % |

|  | 0,13 % |

|  | 72,56 % |

|  | 100 % |

### Cámara de Senadores
|  | 24,54 % |

|  | 8,10 % |

|  | 1,90 % |

|  | 0,33 % |

|  | 34,86 % |

|  | 21,11 % |

|  | 12,13 % |

|  | 3,12 % |

|  | 15,24 % |

|  | 7,65 % |

|  | 6,11 % |

|  | 4,15 % |

|  | 3,55 % |

|  | 2,27 % |

|  | 1,67 % |

|  | 1,64 % |

|  | 1,25 % |

|  | 0,50 % |

|  | 94,64 % |

|  | 5,30 % |

|  | 0,06 % |

|  | 73,75 % |

|  | 100 % |

#### Resultados por departamento
|  | 51,62 % |

|  | 31,92 % |

|  | 16,44 % |

|  | 97,19 % |

|  | 2,80 % |

|  | 0,00 % |

|  | 75,25 % |

|  | 100 % |

|  | 30,06 % |

|  | 23,62 % |

|  | 17,57 % |

|  | 14,53 % |

|  | 7,50 % |

|  | 4,49 % |

|  | 2,20 % |

|  | 95,42 % |

|  | 4,50 % |

|  | 0,07 % |

|  | 72,27 % |

|  | 100 % |

|  | 27,14 % |

|  | 22,69 % |

|  | 15,91 % |

|  | 8,26 % |

|  | 5,13 % |

|  | 4,55 % |

|  | 4,55 % |

|  | 4,27 % |

|  | 3,00 % |

|  | 2,16 % |

|  | 1,15 % |

|  | 1,13 % |

|  | 94,87 % |

|  | 5,09 % |

|  | 0,04 % |

|  | 73,10 % |

|  | 100 % |

|  | 46,25 % |

|  | 42,37 % |

|  | 6,99 % |

|  | 4,01 % |

|  | 95,76 % |

|  | 4,23 % |

|  | 0,00 % |

|  | 77,36 % |

|  | 100 % |

|  | 37,82 % |

|  | 33,85 % |

|  | 14,54 % |

|  | 5,56 % |

|  | 3,02 % |

|  | 1,97 % |

|  | 1,68 % |

|  | 1,52 % |

|  | 95,73 % |

|  | 4,26 % |

|  | 0,01 % |

|  | 75,02 % |

|  | 100 % |

|  | 54,23 % |

|  | 33,46 % |

|  | 9,60 % |

|  | 2,09 % |

|  | 97,85 % |

|  | 2,06 % |

|  | 0,09 % |

|  | 78,34 % |

|  | 100 % |

|  | 32,04 % |

|  | 29,30 % |

|  | 22,80 % |

|  | 5,98 % |

|  | 4,18 % |

|  | 2,02 % |

|  | 0,75 % |

|  | 93,17 % |

|  | 6,59 % |

|  | 0,24 % |

|  | 77,68 % |

|  | 100 % |

|  | 60,76 % |

|  | 39,23 % |

|  | 97,82 % |

|  | 2,09 % |

|  | 0,09 % |

|  | 86,26 % |

|  | 100 % |

|  | 44,17 % |

|  | 43,04 % |

|  | 8,37 % |

|  | 2,21 % |

|  | 2,18 % |

|  | 96,60 % |

|  | 3,13 % |

|  | 0,27 % |

|  | 75,66 % |

|  | 100 % |

|  | 48,67 % |

|  | 38,59 % |

|  | 6,46 % |

|  | 6,26 % |

|  | 97,10 % |

|  | 2,80 % |

|  | 0,10 % |

|  | 73,93 % |

|  | 100 % |

|  | 35,03 % |

|  | 22,89 % |

|  | 12,00 % |

|  | 11,08 % |

|  | 7,16 % |

|  | 6,63 % |

|  | 2,84 % |

|  | 2,33 % |

|  | 88,32 % |

|  | 11,41 % |

|  | 0,27 % |

|  | 77,51 % |

|  | 100 % |

|  | 52,16 % |

|  | 44,17 % |

|  | 3,66 % |

|  | 94,10 % |

|  | 5,82 % |

|  | 0,08 % |

|  | 70,35 % |

|  | 100 % |

## San Luis
| Departamento              | Cámara de Diputados | Cámara de Diputados | Cámara de Senadores | Cámara de Senadores |
| Departamento              | Diputados           | A renovar           | Senadores           | A renovar           |
| ------------------------- | ------------------- | ------------------- | ------------------- | ------------------- |
| Ayacucho                  | 4                   | —                   | 1                   | 1                   |
| Belgrano                  | 3                   | 3                   | 1                   | 1                   |
| Chacabuco                 | 4                   | —                   | 1                   | —                   |
| Coronel Pringles          | 3                   | 3                   | 1                   | —                   |
| General Pedernera         | 10                  | —                   | 1                   | 1                   |
| General San Martín        | 3                   | —                   | 1                   | 1                   |
| Gobernador Dupuy          | 3                   | 3                   | 1                   | —                   |
| Junín                     | 3                   | 3                   | 1                   | —                   |
| Juan Martín de Pueyrredón | 10                  | 10                  | 1                   | —                   |
| Total                     | 43                  | 22                  | 9                   | 4                   |

### Cámara de Diputados
|  | 37,15 % |

|  | 24,46 % |

|  | 21,66 % |

|  | 4,93 % |

|  | 4,33 % |

|  | 4,23 % |

|  | 3,24 % |

|  | 88,15 % |

|  | 9,66 % |

|  | 2,07 % |

|  | 0,12 % |

|  | 78,39 % |

|  | 100 % |

##### Resultados por departamento
|  | 55,88 % |

|  | 31,96 % |

|  | 12,16 % |

|  | 93,64 % |

|  | 5,15 % |

|  | 1,14 % |

|  | 0,08 % |

|  | 80,41 % |

|  | 100 % |

|  | 42,86 % |

|  | 24,02 % |

|  | 22,24 % |

|  | 6,14 % |

|  | 4,73 % |

|  | 92,53 % |

|  | 5,56 % |

|  | 1,60 % |

|  | 0,30 % |

|  | 81,78 % |

|  | 100 % |

|  | 55,59 % |

|  | 35,71 % |

|  | 8,70 % |

|  | 91,69 % |

|  | 7,08 % |

|  | 1,23 % |

|  | 0,00 % |

|  | 79,07 % |

|  | 100 % |

|  | 37,69 % |

|  | 35,44 % |

|  | 27,18 % |

|  | 5,10 % |

|  | 83,88 % |

|  | 14,13 % |

|  | 1,90 % |

|  | 0,09 % |

|  | 75,77 % |

|  | 100 % |

|  | 35,08 % |

|  | 23,39 % |

|  | 22,73 % |

|  | 5,50 % |

|  | 4,56 % |

|  | 4,55 % |

|  | 4,20 % |

|  | 88,11 % |

|  | 9,57 % |

|  | 2,20 % |

|  | 0,12 % |

|  | 78,45 % |

|  | 100 % |

### Cámara de Senadores
|  | 46,04 % |

|  | 17,59 % |

|  | 13,40 % |

|  | 10,31 % |

|  | 4,49 % |

|  | 4,39 % |

|  | 2,55 % |

|  | 1,23 % |

|  | 88,15 % |

|  | 9,66 % |

|  | 2,07 % |

|  | 0,12 % |

|  | 78,39 % |

|  | 100 % |

#### Resultados por departamento
|  | 52,03 % |

|  | 27,09 % |

|  | 20,88 % |

|  | 86,80 % |

|  | 11,73 % |

|  | 1,44 % |

|  | 0,03 % |

|  | 75,63 % |

|  | 100 % |

|  | 56,26 % |

|  | 31,30 % |

|  | 12,44 % |

|  | 92,04 % |

|  | 7,01 % |

|  | 0,91 % |

|  | 0,04 % |

|  | 76,79 % |

|  | 100 % |

|  | 43,68 % |

|  | 18,04 % |

|  | 12,96 % |

|  | 10,95 % |

|  | 5,64 % |

|  | 5,52 % |

|  | 3,21 % |

|  | 87,68 % |

|  | 10,02 % |

|  | 2,17 % |

|  | 0,13 % |

|  | 74,17 % |

|  | 100 % |

|  | 64,27 % |

|  | 29,47 % |

|  | 3,76 % |

|  | 2,50 % |

|  | 95,09 % |

|  | 3,83 % |

|  | 0,93 % |

|  | 0,15 % |

|  | 82,99 % |

|  | 100 % |